# Who's Making Love...
Who's Making Love… — студійний альбом американського співака Джонні Тейлора, випущений 1968 року лейблом Stax.

## Опис
Записаний у травні 1967–листопаді 1968 року.
У 1969 році альбом посів 5-е місце в чарті R&B Albums і 42-е місце у чарті Billboard 200 журналу «Billboard». У 1968 році сингл «Who's Making Love» посів 1-е місце в чарті R&B Singles (протримався 3 тижні) і 5-е місце в чарті Billboard Hot 100. У 1969 році сингл «Take Care Of Your Homework» посів 2-е місце в чарті R&B Singles і 20-е місце в чарті Billboard Hot 100

## Список композицій
1. «Who's Making Love?» (Гомер Бенкс, Бетті Кратчер, Дон Девіс, Реймонд Джексон)  — 2:47
2. «I'm Not the Same Person» (Гомер Бенкс, Джеймс Лейтлі)  — 3:03
3. «Hold on This Time» (Гомер Бенкс, Дон Девіс, Реймонд Джексон)  — 2:36
4. «Woman Across the River» (Бетті Кратчер, Аллен Джонс) — 3:14
5. «Can't Trust Your Neighbor» (Айзек Хейз, Девід Портер)  — 2:39
6. «Take Care of Your Homework» (Гомер Бенкс, Дон Девіс, Реймонд Джексон)  — 2:39
7. «I'm Trying» (Айзек Хейз, Девід Портер) — 2:59
8. «Poor Make Believer» (Гомер Бенкс, Дон Девіс, Джеймс Лейтлі)  — 2:42
9. «Payback Hurts» (Стів Кроппер, Джонні Тейлор) — 2:28
10. «Mr. Nobody Is Somebody Now» (Гомер Бенкс, Дон Девіс, Реймонд Джексон) — 3:21
11. «I'd Rather Drink Muddy Water» (Едді Міллер)  — 2:56

## Учасники запису
- Джонні Тейлор — вокал
- Дональд «Дак» Данн — бас
- Стів Кроппер — гітара
- Букер Т. Джонс — орган
- Айзек Хейз — фортепіано
- Ел Джексон, мл. — ударні
- The Memphis Horns — ритм-секція

Технічний персонал
- Дон Девіс, Ел Джексон, мл. — продюсер
- Рон Капоне — інженер звукозапису, аранжування

## Хіт-паради
Альбоми
| Рік  | Чарт          | Позиція |
| ---- | ------------- | ------- |
| 1969 | R&B Albums    | 5       |
| 1969 | Billboard 200 | 42      |

Сингли
| Рік  | Сингл                        | Чарт              | Позиція     |
| ---- | ---------------------------- | ----------------- | ----------- |
| 1968 | «Who's Making Love»          | R&B Singles       | 1 (3 тижні) |
| 1968 | «Who's Making Love»          | Billboard Hot 100 | 5           |
| 1969 | «Take Care of Your Homework» | R&B Singles       | 2           |
| 1969 | «Take Care of Your Homework» | Billboard Hot 100 | 20          |